# Janez Nepomuk Oblak
Janez Nepomuk Oblak, slovenski pravnik, * 22. marec 1780, Lučine, 
†  15. september 1858, Ljubljana.
Oblak je v letih 1793−1798 obiskoval gimnazijo Ljubljani in tam dve leti študiral tudi filozofijo (1798–1800), medtem ko kraj njegovega študija prava ni znan. Kje je bil prva leta po končanih pravnih študijah tudi ni znano. Iz listin pa je razvidno, da je 9. maja 1816 zaman prosil, da sme delati izpit »pro stallo advocandi« na Kranjskem in da je 28. julija 1817 ta izpit opravil in bil z apelacijskim odlokom 25. avg. 1817 imenovan za advokata v Ljubljani. Vsaj že 1817 je stanoval v hiši, katere lastnik je pozneje tudi postal (na Dežmanovem zemljevidu Ljubljane iz leta 1827 na Novem trgu št. 172, sedaj te hiše ni več).
Oblak ni bil poznan po le po tem, da je bil spreten  in neoporečen advokat, ampak je kazal tudi drugačne interese. Že 1822 je bil član filharmoničnega in hranilničnega društva, vsaj že 1834 kazine, 1840 muzejskega, pozneje tudi zgodovovinskega društva. Vse kaže, da je bil njegov dom pomembno zbirališče dela ljubljanske družbe. Med ljudmi, ki so često prihajali v hišo, je bil tudi Prešeren, od katerega je Oblak dobil rokopis v nemščini napisane žalostinke o Čopu, katerega je ohranila Luiza Oblak. Vsiljuje se domneva, da je bil Oblak prijatelj ne samo liberalnih tendenc, ampak tudi slovenskega preporoda.